# Дикий, Фёдор Тимофеевич
Фёдор Тимофеевич Дикий (?1885[6]—1967) — диакон, солист первого состава Национальной заслуженной академической капеллы «Думка».

## Биография
Фёдор Тимофеевич родился в селе Велико-Михайловка, Ново-Оскольский уезд, Курская губерния.
Проживал в Кривом Роге, где 25 апреля 1904 года был арестован за принадлежность к местной организации РСДРП и участие в сходках. Содержался под стражей в Херсонской тюрьме. По постановлению особого совещания от 19 сентября 1906 года был выслан под гласный надзор полиции в Олонецкую губернию на 3 года. С 19 сентября 1909 года освобождён от надзора полиции.
В 1917 году окончил Одесскую государственную консерваторию по классу вокала профессора Юлии Рейдер. Позже принял диаконский сан и в 1919—1932 годах служил иподиаконом в Одесском кафедральном Спасо-Преображенском соборе. В 1925 году — в списке тихоновского духовенства. С 1932 по 1937 год солист Одесской филармонии. В 1938 году находился в Харькове. Солист первого состава Государственной украинской капеллы «Думка», созданной ещё в 1920 году под руководством выдающегося хормейстера Нестора Городовенко.
После Великой Отечественной войны солист ансамбля песни и пляски Одесского военного округа. С 1956 года пел в церковном хоре Свято-Успенского собора в Одессе.

## Семья
Жена — Анастасия Христофоровна (урожд. Атманаки; 1884—1953), окончила Одесскую консерваторию (1-й выпуск) в 1916 году. Солистка Одесского театра оперы и балета.
Сын — Борис Фёдорович (24.6.1917 — 24.4.2000), в 1940 году окончил Одесский Политехнический институт и в том же году поступил в Московскую консерваторию. С 1944 года профессор кафедры автоматики и электрооборудования в Одесском институте холодильной промышленности.
Внук — Юрий Борисович Дикий — профессор кафедры специального фортепиано Одесской консерватории им. Неждановой (ныне Государственная музыкальная академия) до 2009 года. С 2003 года является основателем и руководителем общественной организации «Миссия Давида Ойстраха и Святослава Рихтера».